# Apolemia
Apolemia — рід гідроїдних кнідарій монотипової родини Apolemiidae. Утворюють плаваючі колонії поліпів і медузоїдів. Такі колонії називаються зооїдами. У 2020 році біля західного узбережжя Австралії помічено колонію Apolemia завдовжки 47 м. Однак тварину не зараховано до Книги рекордів як найбільшу тварину, оскільки це колонія з багатьох особин.

## Види
Рід включає 5 видів:
- Apolemia contorta sensu (Margulis, 1976)
- Apolemia lanosa (Siebert, Pugh, Haddock & Dunn, 2013)
- Apolemia rubriversa (Siebert, Pugh, Haddock & Dunn, 2013)
- Apolemia uvaria (Lesueur, 1815)
- Apolemia vitiazi (Stepanjants, 1967)